# Fenilsilano
Fenilsilano, também conhecido como sililbenzeno, um líquido incolor, é um dos mais simples organosilanos com a fórmula C6H5SiH3. É estruturalmente relacionado ao tolueno, com um grupo silil substituindo o grupo metil. Ambos compostos tem densidades e pontos de ebulição similares devido a estas similaridades estruturais. Fenilsilano é solúvel em solventes orgânicos. 

## Sínteses e reações
Fenilsilano é produzido em duas etapas a partir do Si(OEt)4. Na primeira etapa, brometo de fenilmagnésio é adicionado para formar Ph-Si(OEt)3 via a reação de Grignard. A redução do produto resultante Ph-Si(OEt)3 com LiAlH4 resulta em fenilsilano.
Ph-MgBr + Si(OEt)4 → Ph-Si(OEt)3 + MgBr(OEt)
4 Ph-Si(OEt)3 + 3 LiAlH4 → 4 Ph-SiH3 + 3 LiAl(OEt)4

## Usos
Fenilsilano pode ser usado para reduzir óxidos de fosfinas terciárias às correspondentes fosfinas terciárias.  
P(CH3)3O + PhSiH3 → P(CH3)3 + PhSiH2OH
O uso de produtos com fenilsilano resulta em retenção de configuração na fosfina. Por exemplo, óxidos de fosfina terciários quirais cíclicos podem ser reduzidos à fosfinas cíclicas terciárias.
Fenilsilano pode também ser combinado com fluoreto de césio. Em solventes apróticos, torna-se um doador de hidreto não nucleofílico. Especificamente, fenilsilano-fluoreto de césio foi apresentado como reduzindo sais de 4-oxazolium a 4-oxazolinas. Esta redução alcança rendimentos de 95%..